# Платформа Бинг Мапе
Платформа Бинг Мапе (раније Microsoft Virtual Earth) је платформа за геопросторно мапирање коју је произвео Мaјкрософт. Она омогућава програмерима да креирају апликације које слажу податке релевантне за локацију на лиценциране слике мапе. Слике се састоје од узорака снимљених сателитским сензорима, ваздушним камерама (укључујући снимање под углом од 45 степени из „птичје перспективе“ са лиценцом компанијеPictometry International), Streetside снимке, 3Д моделе градова и терена.
Платформа Бинг Мапе такође нуди базу података о тачкама интереса, укључујући могућност претраживања. Мајкрософт користи платформу Бинг Мапс за покретање свог производа Бинг Мапе.
Кључне карактеристике платформе Бинг Мапе укључују:
- Слике засноване на фотографијама са карактеристикама као што су Streetside и поглед под углом од 45 степени из „птичје перспективе“ (номинално укључује 4 погледа формираних од тачака под углом од 90 степени) који приказују податке у контексту док истовремено поједностављујући оријентацију и навигацију.
- Могућност прекривања стандардних или прилагођених тачака података и слојева различитим темама.
- Геокодирање на нивоу зграде за више од 70 милиона адреса у Сједињеним Државама.
- Доступне опције подршке за програмере.
- Скуп доступних АПИ-ја на основу којих програмери могу да граде апликације.